# Jacques Probst
Jacques Probst (* 1. August 1951 in Genf) ist ein französischsprachiger Schweizer Dramatiker, Drehbuchautor und Schauspieler. Er ist verheiratet mit der Schweizer Schauspielerin Juliana Samarine (* 1957).

## Auszeichnungen
- 2005: Prix Pittard de l’Andelyn
- 2006: Einzelwerkpreis der Schweizerischen Schillerstiftung für Huit monologues
- 2009: Preis der Fondation Leenards

## Werke
Jacques Probst ist Autor von rund 20 Bühnenwerken, in drei Büchern gesammelt:
- Huit monologues (Théâtre I). Campiche, Orbe 2005, ISBN 2-88241-155-3.
- Théâtre II. Campiche, Orbe 2006, ISBN 2-88241-164-2.
- Théâtre III. Campiche, Orbe 2007, ISBN 978-2-88241-198-3.